# Fiyi en la Copa Mundial de Rugby de 2023
La Selección de rugby de Fiyi fue uno de los 20 participantes de la Copa Mundial de Rugby de 2023 que se realizó en Francia.
Fue la novena participación de los Flying Fijians en la Copa Mundial de Rugby.

## Plantel
El 8 de agosto de 2023, Simon Raiwalui anunció los 33 jugadores para el equipo de la Copa Mundial de Rugby de 2023.
El 1 de septiembre de 2023, Caleb Muntz fue descartado de la Copa del Mundo, tras sufrir una lesión en la rodilla, fue reemplazado en el equipo por Vilimoni Botitu.
| Nombre                  | Posición       | Fecha de nacimiento      | Encuentros | Club                  |
| ----------------------- | -------------- | ------------------------ | ---------- | --------------------- |
| Tevita Ikanivere        | hooker         | 6 de septiembre de 1999  | 8          | Fijian Drua           |
| Sam Matavesi            | hooker         | 13 de enero de 1992      | 26         | Northampton Saints    |
| Zuriel Togiatama        | hooker         | 3 de febrero de 1999     | 3          | Fijian Drua           |
| Mesake Doge             | pilar          | 1 de abril de 1993       | 10         | Fijian Drua           |
| Jone Koroiduadua        | pilar          | 27 de febrero de 1997    | 2          | Fijian Drua           |
| Eroni Mawi              | pilar          | 2 de junio de 1996       | 25         | Saracens              |
| Peni Ravai              | pilar          | 16 de junio de 1990      | 11         | Queensland Reds       |
| Luke Tagi               | pilar          | 23 de junio de 1997      | 2          | Aviron Bayonnais      |
| Samu Tawake             | pilar          | 11 de septiembre de 1996 | 2          | Fijian Drua           |
| Te Ahiwaru Cirikidaveta | segunda línea  | 12 de abril de 1998      | 5          | Fijian Drua           |
| Temo Mayanavanua        | segunda línea  | 9 de noviembre de 1997   | 11         | Northampton Saints    |
| Isoa Nasilasila         | segunda línea  | 13 de septiembre de 1999 | 7          | Fijian Drua           |
| Lekima Tagitagivalu     | segunda línea  | 4 de diciembre de 1995   | 3          | Section Paloise       |
| Levani Botia            | ala            | 14 de marzo de 1989      | 14         | Stade Rochelais       |
| Viliame Mata            | ala            | 22 de octubre de 1991    | 26         | Edinburgh             |
| Meli Derenalagi         | ala            | 26 de noviembre de 1998  | 3          | Fijian Drua           |
| Vilive Miramira         | ala            | 21 de marzo de 1999      | 1          | Fijian Drua           |
| Albert Tuisue           | ala            | 6 de junio de 1993       | 19         | Gloucester Rugby      |
| Frank Lomani            | medio scrum    | 18 de abril de 1996      | 26         | Fijian Drua           |
| Ratu Peni Matawalu      | medio scrum    | 8 de julio de 1997       | 5          | Fijian Drua           |
| Simione Kuruvoli        | medio scrum    | 2 de enero de 1999       | 7          | Fijian Drua           |
| Teti Tela               | medio apertura | 7 de marzo de 1991       | 6          | Fijian Drua           |
| Vilimoni Botitu         | centro         | 15 de junio de 1998      | 8          | Castres Olympique     |
| Sireli Maqala           | centro         | 21 de marzo de 2000      | 4          | Aviron Bayonnais      |
| Semi Radradra           | centro         | 13 de julio de 1992      | 15         | Lyon Olympique        |
| Iosefo Masi             | centro         | 9 de mayo de 1998        | 2          | Fijian Drua           |
| Waisea Nayacalevu (c.)  | centro         | 26 de junio de 1990      | 39         | Rugby Club Toulonnais |
| Josua Tuisova           | centro         | 4 de febrero de 1994     | 19         | Racing 92             |
| Vinaya Habosi           | wing           | 30 de enero de 2000      | 59         | Racing 92             |
| Kalaveti Ravouvou       | wing           | 6 de junio de 1998       | 6          | Bristol Bears         |
| Selestino Ravutaumada   | wing           | 17 de enero de 2000      | 4          | Fijian Drua           |
| Jiuta Wainiqolo         | Wing           | 10 de marzo de 1999      | 4          | Rugby Club Toulonnais |
| Ilaisa Droasese         | zaguero        | 13 de septiembre de 1999 | 4          | Fijian Drua           |

## Partidos de preparación
- Fiyi participó en la Pacific Nations Cup 2023 como preparación al torneo.

| 19 de agosto de 2023 | Francia | 34 - 17 | Fiyi |  |  |

| 26 de agosto de 2023 | Inglaterra | 22 - 30 | Fiyi |  |  |

## Participación

### Grupo C
| Posición | Selección | Partidos | Partidos | Partidos  | Partidos | Tries a favor | Tantos  | Tantos    | Tantos     | Puntos extra | Puntos |
| Posición | Selección | jugados  | ganados  | empatados | perdidos | Tries a favor | a favor | en contra | diferencia | Puntos extra | Puntos |
| -------- | --------- | -------- | -------- | --------- | -------- | ------------- | ------- | --------- | ---------- | ------------ | ------ |
| 1.       | Gales     | 4        | 4        | 0         | 0        | 17            | 143     | 59        | +84        | 3            | 19     |
| 2.       | Fiyi      | 4        | 2        | 0         | 2        | 7             | 88      | 83        | +5         | 3            | 11     |
| 3.       | Australia | 4        | 2        | 0         | 2        | 11            | 90      | 91        | -1         | 3            | 11     |
| 4.       | Portugal  | 4        | 1        | 1         | 2        | 5             | 64      | 103       | -39        | 0            | 6      |
| 5.       | Georgia   | 4        | 0        | 1         | 3        | 14            | 64      | 113       | -49        | 1            | 3      |

#### Partidos
| 10 de septiembre de 2023 | Gales | 32 – 26 | Fiyi | Estadio Matmut Atlantique, Bordeaux |  |

| 17 de septiembre de 2023 | Australia | 15 – 22 | Fiyi | Estadio Geoffroy-Guichard, Saint-Étienne |  |

| 30 de septiembre de 2023 | Fiyi | 17 – 12 | Georgia | Estadio Matmut Atlantique, Bordeaux |  |

| 8 de octubre de 2023 | Fiyi | 23 – 24 | Portugal | Stadium de Toulouse, Toulouse |  |

### Cuartos de final
| 15 de octubre de 2023 | Inglaterra | 30 – 24 | Fiyi | Estadio Velódromo, Marsella |  |